# フランケンシュタイン 恐怖の生体実験
『フランケンシュタイン 恐怖の生体実験』（フランケンシュタイン きょうふのせいたいじっけん、原題: Frankenstein Must Be Destroyed）は1969年にイギリスとアメリカ製作されたホラー映画。戦後の名門ホラーメーカーとして知られるハマー・フィルム・プロダクション製作、怪奇ホラーの名優ピーター・カッシング主演によるフランケンシュタインシリーズの第5作。監督はテレンス・フィッシャー。

## ストーリー
異端の研究の為に祖国を追われ、隠棲して生命の実験を続けていたフランケンシュタイン男爵は、アクシデントから研究室を失ってしまう。オールテンバーグ（altenburg）の街の宿屋に新たな居を求めた男爵は、宿の若い女主人アンナとその恋人で医師のカールの秘密を知って脅し、他の居住者を退去させて宿の地下に実験室を構える。かつて男爵には脳移植についてと同じ考え持つ協力者ブラント博士がいたが、今は発狂してカールの勤める精神病院に入院している。男爵はカールとアンナに協力させてブラントを病院から連れ出し、精神疾患を治療して脳移植についての知識を聞き出そうとするが、心臓発作を起こしたブラントは瀕死の状態だ。男爵はカールの上司で、ブラントの主治医でもあるリヒター教授を誘拐し、ブラントの脳を移植しようとする。

## キャスト
※括弧内は日本語吹替（初回放送1977年7月31日『日曜洋画劇場』）
- フランケンシュタイン男爵：ピーター・カッシング（声：日下武史）
- アンナ：ヴェロニカ・カールソン（声：吉田理保子）
- カール：サイモン・ウォード
- リヒター教授：フレディ・ジョーンズ
- フリッシュ警部：ソーリー・ウォルターズ

## 製作
本作は1957年の『フランケンシュタインの逆襲』を第1作とする、戦後の名門ホラーメーカーとして知られるイギリスのハマー・フィルム・プロダクションが製作し、怪奇ホラーの分野のスター、ピーター・カッシングがフランケンシュタイン男爵役で主演するシリーズの第5作にあたる。第4作『フランシュタイン 死美人の復讐』（1967年）から2年ぶりの新作だが、前作及びそれ以前の作品との継続性は希薄で、独立した作品に近い。
カッシングが演じる男爵は第1作では冷酷な性格であったが、作を重ねるごとに冷酷さを薄め、助力者からも尊敬される人格的魅力を強めてきた。しかし、本作では目的の為には殺人も脅迫も躊躇なく行う、非道な冷血漢として登場した。薄幸のヒロイン、アンナにはハマー・フィルムのもうひとつのヒットシリーズであるドラキュラシリーズの第4作『帰ってきたドラキュラ』（1968年）でヒロイン演じ、ハマー・ホラー随一の美女とも称されるヴェロニカ・カールソンが起用された。劇中にはモンスターと形容されるようなキャラクターは登場せず、苛烈に研究に邁進する男爵による恐怖と、それに巻き込まれる若いカップルの悲劇を、サスペンス感溢れるスピーディーな演出で描いている。
中盤にフランケンシュタイン男爵がアンナをレイプする場面がある。これは全体の撮影が大方終了した後、製作側からの要請でセクシーさを増す為に付け加えられたシーンである。監督のフィッシャーやカッシングは、このようなシーンは男爵のキャラクターに合わないと反対したが、受け入れられなかった。アンナを演じたカールソンは後に、このシーンが本作の魅力を損ねてしまったと述懐している。

## 続編
本作の後、1970年にハマー・フィルムはカッシングが出演せず、ラルフ・ベイツが男爵を演じた『The Horror of Frankenstein』を製作するが、1974年には再びカッシングを男爵に起用した『フランケンシュタインと地獄の怪物』を製作、この作品が最終作となった。その為、ハマー製作のフランケンシュタイン映画は全7作だが、カッシング主演のシリーズとしては全6作となる。